# 후쿠다촌 (히로시마현)
후쿠다촌(일본어: 福田村)은 일본 히로시마현 고누군에 있던 촌이다. 현재의 미요시시의 일부에 해당한다.

## 역사
- 1889년 4월 1일 - 정촌제 시행에 의해 고누군 후쿠다촌이 단독으로 촌제를 시행해 후쿠다촌이 성립하였다.
- 1895년 10월 1일 - 니시노촌, 가지타촌, 혼고촌과 합병 고누촌이 신설해 폐지되었다.

## 참고문헌
- 角川日本地名大辞典 34 広島県
- 『市町村名変遷辞典』東京堂出版、1990年